# Camp de Chabanet
Le camp d'internement de Chabanet était un Camp d'internement français situé sur le territoire de la commune de Privas en Ardèche.

## Situation
Le camp d'internement de Chabanet était situé à 615 m d'altitude sur le Coiron, mont dominant Privas et la Plaine du Lac. 

## Historique
Le camp d'internement de Chabanet fut créé le 25 février 1940 sous la responsabilité de la subdivision militaire française de Privas.
Il y avait plusieurs catégories d'internés : 
- communistes,
- personnes qualifiées de « dangereuses pour la défense nationale »...

Les internés étaient originaires des départements du Gard, du Vaucluse, des Alpes-Maritimes, des Bouches-du-Rhône, du Var, des Basses-Alpes, une soixantaine était Ardéchois.
Les internés percevaient pour se nourrir une prime de 11,50 francs par jour et ils faisaient leur cuisine en commun. Ils étaient utilisés à l'entretien général du camp et les plus robustes, à des coupes de bois et des travaux agricoles.
Les conditions de détention des prisonniers de Chabanet étaient difficiles et précaires : contrôle du courrier, séparation familiale, familles souvent laissées dans le besoin.
Le 30 janvier 1941 le camp de Chabanet fut fermé et les internés furent transférés au Camp de Nexon, en Haute-Vienne.